# Hornsdale Wind Farm
El parque eólico de Hornsdale es un generador de electricidad en la localidad de Hornsdale en el suroeste de Narien Range, al norte de Jamestown, Australia del Sur . Consta de 99 aerogeneradores con una capacidad de generación de 315 MW. La planta es propiedad y está operada por Neoen, una empresa francesa de energía renovable.
La electricidad generada por Hornsdale Wind Farm está contratada para ser suministrada al Territorio de la Capital Australiana (Australian Capital Territory) .
En 2017 se conectó con la Hornsdale Power Reserve (HPR) situado en la misma ubicación y que entonces era la mayor instalación de almacenamiento en baterías del mundo con 100 MW/129 MWh. En 2020 se amplió con otros 50 MW/64,5 MWh para tener un total de 150 MW/193 MWh.

## Construcción
Catcon realizó las obras de ingeniería civil y de obra del "Balance de planta" para el parque eólico en las tres etapas de construcción. Los aerogeneradores se importaron de Dinamarca y las torres de Vietnam. Fueron encargados por Siemens Australia . Antes de que se pusiera en marcha todo el parque eólico, Hornsdale generaba 86 MW inmediatamente antes del apagón de Australia del Sur de 2016 en septiembre de 2016.

## Operación
El parque eólico suministra 1 TWh/año a la red de 275 kV desde turbinas de accionamiento directo de 3,2 MW (sin caja de cambios). La Fase 2 de 100 MW probó el suministro de 6 de 8 servicios de red entre agosto de 2017 y febrero de 2018.

## Obra de arte
Dos de las torres cuentan con pinturas de personas de los pueblos indígenas de la región. Jessica Turner es una mujer Nukunu cuya obra de arte representa la historia del papel de la serpiente en la formación de aspectos del paisaje, en particular los pozos de agua. Chris Angrave y Louise Brown son personas de Ngadjuri que describieron cómo se encontraron los Mungiura en un país montañoso, mirando por encima de los cortavientos antes de una tormenta y soplando con fuerza, lo que provocó un viento arremolinado.

## Reserva de energía de Hornsdale

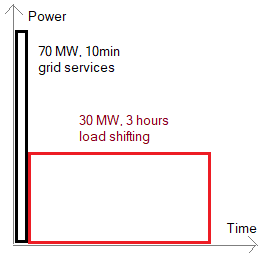
Diagrama de potencia y duración de las dos partes de la batería.

La reserva de energía de Hornsdale (Hornsdale Power Reserve) es un complejo de baterías conectado a la red que comparte ubicación con el parque eólico de Hornsdale. La primera fase fue construida por Tesla, Inc. por un costo para Tesla de alrededor de 66 millones de USD (90 millones AUD).
Es propiedad y está operado por Neoen, y el gobierno tiene derecho a recurrir a la energía almacenada en determinadas circunstancias. La primera fase proporciona un total de 129 MWh de almacenamiento capaz de descargar a 100 MW a la red eléctrica. Proporciona varios servicios a la red:
- 70 MW funcionando durante 10 minutos (11,7 MWh) se contrata al gobierno para brindar estabilidad a la red ( servicios de red)[16] y evitar apagones por desprendimiento de carga[17][18] mientras otros generadores se inician en caso de caídas repentinas en el viento u otros problemas de la red. Este servicio ha reducido el costo de los servicios de red para el Operador del Mercado de Energía de Australia (Australian Energy Market Operator) en un 90%.[19]
- 30 MW para 3 horas (90 MWh) es utilizado por Neoen para la gestión de carga para almacenar energía cuando los precios son bajos y venderla cuando la demanda es alta.[20]

La construcción de la batería se completó y las pruebas comenzaron el 25 de noviembre de 2017. Se conectó a la red el 1 de diciembre de 2017. Esto superó fácilmente la apuesta de Elon Musk de "100 días desde la firma del contrato",  que comenzó cuando se firmó un acuerdo de conexión a la red con ElectraNet el 29 de septiembre de 2017.  Tesla ya había comenzado la construcción y algunas unidades ya estaban operativas cuando se firmó el contrato. Desde que Elon Musk hizo la apuesta hasta que comenzó a operar pasaron 99 días. Desde la firma del contrato pasaron 55 días.
Debido al éxito del proyecto y la demanda del área de una producción de electricidad estable, el proyecto se amplió en un 50 % en noviembre de 2019 para aumentar la capacidad en otros 50 MW/64,5 MWh hasta un total de 193,5 MWh por un coste de 82 millones AUD (53 millones de euros). La fase de 50 MW/64,5 MWh se instaló el 23 de marzo de 2020 y entró en funcionamiento a principios de septiembre de 2020.
Durante su primer año de funcionamiento (2018) HPR consiguió unos ahorros de 40 millones AUD.